# Сербин, Григорий Иванович
Григорий Иванович Сербин (1912-1967) — старший сержант Рабоче-Крестьянской Красной армии, участник Великой Отечественной войны, полный кавалер ордена Славы.

## Биография
Григорий Иванович Сербин родился 12 августа 1912 года в станице Романовка (ныне — Цимлянский район Ростовской области). Рано оставшись сиротой, был отправлен в детский дом в станице Новоалексеевская Курганинского района Краснодарского края. Окончил семь классов, после чего трудился трактористом в колхозе.
В июле 1942 года Сербин был призван на службу в Рабоче-Крестьянскую Красную Армию и направлен на фронт Великой Отечественной войны. К лету 1944 года командовал сапёрным отделением 131-го инженерно-сапёрного батальона 37-й инженерно-сапёрной бригады 69-й армии. Неоднократно отличался в боях. Так, 18 июля 1944 года в бою к северо-западу от населённого пункта Турийска Волынской области Украинской ССР вверенное ему подразделение, действуя в боевых порядках стрелковых частей, проделало несколько проходов во вражеских инженерных заграждениях, сняв большое количество мин. За это 20 июля 1944 года Сербин был удостоен ордена Славы 3-й степени.
9 января 1945 года в бою за город Мезеритц в Германии Сербин с разведывательной группой подорвал железнодорожное полотно, не дав возможности отойти немецкому бронепоезду. При возвращении к своим вступил в бой и вместе со своими товарищами уничтожил около 10 солдат противника. 29 января 1945 года сапёры во главе с Сербиным успешно провели разведку немецких инженерных заграждений и огневой системы к северу от Франкфурта-на-Одере. 10 апреля 1945 года он был награждён орденом Славы 2-й степени.
17 января 1945 года Сербин со своими бойцами проводил инженерную разведку в районе населённого пункта Мальнов, обезвредив более 20 противотанковых мин и дав таким образом возможность наступления для танковых частей. 28 апреля 1945 года в городе Вендиш-Буххольц сапёры успешно провели разведку на водном канале Димме, уничтожив более 10 вражеских солдат. Кроме того, в тот день они заставили сдаться в плен большую группу противника. 15 мая 1946 года Указом Президиума Верховного Совета СССР старший сержант Григорий Иванович Сербин был удостоен ордена Славы 1-й степени.
После окончания войны Сербин был демобилизован. Проживал в станице Новоалексеевской Курганинского района Краснодарского края, работал в местном колхозе. Умер 17 июля 1967 года, похоронен на кладбище станицы Новоалексеевской.

## Награды
- Орден Славы 1-й степени (15.05.1946);
- Орден Славы 2-й степени (10.04.1945);
- Орден Славы 3-й степени (20.07.1944);
- Медали «За боевые заслуги», «За оборону Кавказа», «За освобождение Варшавы» и другие.